# Punkrock
Punkrock är en genre inom rockmusik som utvecklades mellan 1974 och 1976 i USA, Storbritannien och Australien. Stilen är tätt sammankopplad med DIY-etiken. Kulturen sträckte sig långt över genregränserna.

## Historia
Begreppet punk, ett ord lånat från fängelseslang, användes först i början av 1970-talet i USA som en benämning för den våg av enkel amerikansk 1960-tals garagerock. Samtidigt kom det fram amerikanska band som anses vara några av de mest betydelsefulla för punkrockens utveckling; MC5, The Stooges och New York Dolls som hade börjat använda hård rockmusik som ett uttryck för ungdomlig ångest. 1975 hade punk kommit att vara en benämning för den minimalistiska, litterära rockscenen baserad kring klubben CBGB's i New York City med band som Patti Smith Group och Television. På CBGB's spelade även The Ramones vars självbetitlade debut-LP från 1976 definierade och blev stilbildande för punkrocken.
Begreppet spred sig till Storbritannien där Sex Pistols genombrott 1976 innebar etablerandet av den brittiska punken, en kombination av aggressiv rockmusik, socialt medvetna texter och ett provocerande klädmode. Punken exploderade nu en ny subkultur och det handlade inte längre lika mycket om musiken som om allt annat runt omkring. Punkrocken skulle vara enkel och tillhöra folket. Vem som helst skulle kunna spela, inte bara de skickligaste musikerna hörde hemma på scenen. Punkrocken blev kommiersiellt gångbar och brittiska punkrockband som The Buzzcocks, The Clash och Siouxsie and the Banshees fick hitlåtar 1977-78. Punkrocken spred sig framförallt i Europa och även i USA tog man intryck av den brittiska punken, men 1979 var punkrock i princip död som musikgenre och ersattes av den mer nyanserade postpunken med band som Joy Division. Ur punkrocken föddes musikgenren hardcore med band som Discharge, Black Flag och Dead Kennedys och genren visade även sitt inflytande när en rad band på 1990-talet tog upp punkrockens kombination av enkelhet, aggressivitet och maktlöshet.

## Punken i Sverige
I Sverige var ungdomsarbetslösheten hög i mitten av 1970-talet, vilket bidrog till punkrockens framsteg. Genom punkrocken speglades en besvikelse på samhället. Band som Ebba Grön, KSMB och Kriminella Gitarrer var pionjärer på den svenska punkscenen. En av de första punkskivorna i Sverige var Oasen - En dag måste nånting hända när allt slår in.[källa behövs] Sentida svensk punk representeras av exempelvis Rebuke.

## Kritik mot den kommersiella punkscenen
Band som Ramones och Sex Pistols har ofta fått kritik av undergroundpunken då de inte följde DIY-etiken, som räknas som en av punkens grundpelare. Sex Pistols styrdes mycket av sin manager Malcolm McLaren som både bestämde bandets namn och medlemmar. Många av de största punkbanden låg på stora skivbolag och tjänade mycket pengar på det de gjorde, något som ses som hyckleri inom punkscenen och många hävdar att de endast följde det mode som skapats runt punkscenen.
I mitten på nittiotalet så kom punkmodet att återvända när band såsom blink-182 snappades upp av MTV. Branschen märkte att det fanns pengar att tjäna på musiken och upprättade därför genren Poppunk, en genre som ideologiskt sett inte hade några kopplingar till punken, det var helt enkelt poprock med vissa influenser från punken.